# Nathalie Sarraute
Nathalie Sarraute, cuyo nombre real era Natalia Ilínichna Cherniak (Ivánovo, Rusia, 19 de julio de 1900-París, 19 de octubre de 1999) fue una escritora y abogada francesa de origen ruso. Nominada en 1969 para el Premio Nobel de Literatura por el miembro del Comité Nobel Lars Gyllensten.

## Biografía
Nació en Ivanovo-Voznesensk (actual Ivánovo), a 300 km al noreste de Moscú. Era hija de Pauline (de soltera Chatounovsky), escritora, y de Ilya Tcherniak, químico, de origen judío. Tras el divorcio de sus padres, pasó su infancia entre Francia y Rusia. En 1909 se trasladó a París definitivamente con su padre. Sarraute estudió Derecho y Literatura en la prestigiosa Sorbona, sintiendo una especial predilección por la literatura contemporánea y las obras de Marcel Proust y Virginia Woolf, que influyeron enormemente en su concepción de la novela, y más tarde estudió Historia en la Universidad de Oxford y Sociología en Berlín, antes de aprobar el examen de abogacía en Francia (1926-1941) y convertirse en abogada.
En 1925 se casó con Raymond Sarraute, también abogado, con quien tuvo tres hijas. De ellas su hija Claude trabajará como periodista. En 1932 escribió su primer libro, Tropismes, una serie de breves esbozos y recuerdos que marcaron la pauta de toda su obra. La novela se publicó por primera vez en 1939, y que fue muy elogiado por Jean-Paul Sartre y Max Jacob, aunque el impacto de la Segunda Guerra Mundial frenó su popularidad. En 1941, las leyes antisemitas del régimen de Vichy le impidieron ejercer como abogada. Durante la ocupación alemana debió esconderse para evitar ser deportada por su condición de judía e hizo los trámites para divorciarse de su marido en un esfuerzo por protegerlo (aunque finalmente permanecieron juntos). Siempre rehusó llevar la estrella amarilla.
Murió a los 99 años en 1999 en París. Su hija, la periodista Claude Sarraute, estuvo casada con el académico francés Jean-François Revel.

## Trayectoria
Sarraute se dedicó a la literatura y su obra más destacada fue  Portrait d'un inconnu (1948), aplaudida por Jean-Paul Sartre, que la calificó de «antinovela» y contribuyó a su prólogo. Sin embargo, a pesar de los elogios de la crítica, la obra sólo atrajo la atención de los iniciados en la literatura, al igual que su continuación, Martereau.
El ensayo de Sarraute, L'Ère du soupçon, 1956 sirvió como manifiesto principal del movimiento literario nouveau roman, junto con Pour un nouveau roman (1963), de Alain Robbe-Grillet. Sarraute se convirtió, junto con Robbe-Grillet, Claude Simon, Marguerite Duras y Michel Butor, en una de las figuras más asociadas al auge de esta nueva corriente literaria, que pretendía transformar radicalmente los modelos narrativos tradicionales de personaje y trama. En 1963, Sarraute fue galardonada con el Prix international de littérature por su novela Les Fruits d'or, lo que supuso una mayor popularidad y exposición para la autora. Ese mismo año, Sarraute comenzó también a trabajar como dramaturga, siendo autora de un total de seis obras, entre ellas Le Silence (1963), Le Mensonge (1965) y Elle est là (1993). La creciente popularidad y notoriedad de Sarraute la llevaron a ser invitada a intervenir en numerosos actos literarios, tanto en su país natal, Francia, como en el extranjero.
La obra de Sarraute, que incluye las novelas Entre la vie et la mort (1968), L’Usage de la parole (1980) y Tu ne t’aimes pas (1989), ha sido traducida a más de 30 idiomas. Su obra se ha calificado a menudo de «difícil», debido a su estilo experimental y al abandono de las convenciones literarias tradicionales. Sarraute celebró la muerte del «personaje» literario y puso su énfasis principal en la creación de una descripción fiel de los fenómenos psicológicos, como en su novela Los frutos dorados, que consiste enteramente en monólogos interiores, y la novela El planetario (1959), que se centra en la obsesión de un joven por mudarse al apartamento de su tía. El constante cambio de perspectivas y puntos de vista en la obra de Sarraute sirve para socavar la mano del autor, al tiempo que abraza la incoherencia de la experiencia vivida.
En contraste con la relativa dificultad de las novelas de Sarraute, sus memorias Enfance se consideran una lectura más fácil. La autobiografía de Sarraute, escrita cuando tenía más de ochenta años, no es un libro de memorias sencillo, ya que a lo largo de la obra pone en tela de juicio su propia capacidad para recordar con precisión su pasado. En la década de 1980, la autobiografía fue adaptada a una obra de teatro de un solo acto en Broadway protagonizada por Glenn Close. Los problemas con la memoria que Sarraute puso de relieve en su autobiografía continuaron en su última novela, Ici, publicada en 1995, en la que la autora explora una serie de cuestiones existenciales relacionadas con la falta de forma de la realidad individual y social. En una entrevista, afirmaba no haberse retratado en «ninguno de sus libros. Un retrato es falso. Se construye algo alrededor de una apariencia, se resume la vida que es inmensa, compleja [...] Todo lo que se dice sobre nosotros casi siempre nos sorprende y, por lo general, es falso, porque otra cosa que se diga completamente opuesta parece que es verdadera también» 
Agnès Varda le dedicó su película de 1985 Sans toit ni loi (Vagabonde).

## Obras
- Tropismes,  (1939; revised 1957). Tropisms, trans. Maria Jolas with The Age of Suspicion (1963).[4]
- Portrait d’un inconnu (1948; revised 1956). Portrait of a Man Unknown, trans. Maria Jolas (1958).[5] (novela)
- Martereau, 1953  Trans. Maria Jolas (1959).
- La era de la sospecha, 1956 (ensayo)
- Le Planétarium (1959).[6](novela)
- Les Fruits d'or (1963).[7] (novela)
- El silencio, 1964 (teatro)
- La mentira, 1966 (teatro)
- Entre la vie et la mort (1968).
- Isma, o lo que se llama nada, 1970 (teatro)
- Vous les entendez ? (1972). (novela)
- Es hermoso, 1975 (teatro)
- « disent les imbéciles » (1976). (novela)
- Ella está ahí, 1978 (teatro)
- L’Usage de la parole (1980). The Use of Speech, trans. Barbara Wright (1980).[8]
- Por un sí o por un no, 1982 (teatro)
- Enfance (1983). Childhood, trans. Barbara Wright (1984).[9]
- Tu ne t’aimes pas (1989).
- Ici (1995).
- Ouvrez (1997).
- Lectura, 1998

### Ensayos
- Pour un nouveau roman, 1963.
- Le voyageur, essais et entretiens, 2001, libro de ensayos y conversaciones.

### Textos autobiográficos
- Le miroir qui revient, 1984. Trad.: El espejo que vuelve, Anagrama, 1986.
- Angélique ou l'enchantement, 1988. (Angélique o el encantamiento).
- Les derniers jours de Corinthe, 1994. (Los últimos días de Corinto).
- Préface à une vie d'écrivain, Fiction, 2005
- Correspondance, 2012, ed. E. Lambert, cartas a su mujer.

### Traducido al castellano
- Por una nueva novela, traducción de Pablo Ires, Buenos Aires, Editorial Cactus, 2010.

### Filmografía
- El año pasado en Marienbad, 1961, de Alain Resnais (guion y diálogos).
- La Immortal, 1963.
- Trans-Europ-Express, 1966.
- El hombre que miente 1968.
- El Edén y después 1971.
- Deslizamientos progresivos del placer, 1974.
- Jugar con fuego, 1975.
- La Bella Cautiva, 1983.
- Un ruido de locura, 1995.
- C'est Gradiva qui vous appelle; tr. Es Gradiva la que te llama, 2006.

## Lecturas complementarias
- Jean-Louis de Rambures, «Comment travaillent les écrivains», París 1978 (entrevista con N. Sarraute, en francés)
- A. S. Newman (Anthony Stewart Newman), Une Poésie des discours: essai sur les romans de Nathalie Sarraute, Ginebra: Droz, 1976.
- Heinz-Norbert Jocks: Das Ungesehene ist nichts als das noch nicht Gesehene,» Un entretien Nathalie Sarraute.“” En:“”Basler Zeitung.“” 22.Septembre 1994, No.221, p. 45.